# Джолієт (Монтана)
Джолієт (англ. Joliet) — місто (англ. town) в США, в окрузі Карбон штату Монтана. Населення — 577 осіб (2020).

## Географія
Джолієт розташований за координатами 45°29′4″ пн. ш. 108°58′20″ зх. д. / 45.48444° пн. ш. 108.97222° зх. д. (45.484457, -108.972087).  За даними Бюро перепису населення США в 2010 році місто мало площу 0,77 км², уся площа — суходіл. В 2017 році площа становила 0,71 км², уся площа — суходіл.

### Клімат
| Клімат : Джолієт      | Клімат : Джолієт | Клімат : Джолієт | Клімат : Джолієт | Клімат : Джолієт | Клімат : Джолієт | Клімат : Джолієт | Клімат : Джолієт | Клімат : Джолієт | Клімат : Джолієт | Клімат : Джолієт | Клімат : Джолієт | Клімат : Джолієт | Клімат : Джолієт |
| Показник              | Січ.             | Лют.             | Бер.             | Квіт.            | Трав.            | Черв.            | Лип.             | Серп.            | Вер.             | Жовт.            | Лист.            | Груд.            | Рік              |
| Середній максимум, °C | 2,2              | 5,6              | 10,0             | 15,0             | 20,6             | 25,6             | 30,6             | 30,0             | 23,3             | 16,7             | 7,8              | 3,3              | 15,6             |
| Середній мінімум, °C  | −11,1            | −8,3             | −5,6             | −1,1             | 3,9              | 8,3              | 11,1             | 10,0             | 5,0              | 0,0              | −5,6             | −10              | 0,0              |
| Норма опадів, мм      | 15               | 15               | 28               | 51               | 71               | 53               | 23               | 25               | 33               | 36               | 18               | 15               | 381              |
| --------------------- | ---------------- | ---------------- | ---------------- | ---------------- | ---------------- | ---------------- | ---------------- | ---------------- | ---------------- | ---------------- | ---------------- | ---------------- | ---------------- |
| Джерело: Weatherbase  |                  |                  |                  |                  |                  |                  |                  |                  |                  |                  |                  |                  |                  |

## Демографія
Згідно з переписом 2010 року, у місті мешкало 595 осіб у 260 домогосподарствах у складі 165 родин. Густота населення становила 769 осіб/км².  Було 285 помешкань (368/км²).
Расовий склад населення:
| - 97,3 % — білих - 0,8 % — корінних американців - 0,3 % — чорних або афроамериканців - 0,2 % — азіатів |

До двох чи більше рас належало 0,7 %. Частка іспаномовних становила 1,8 % від усіх жителів.
За віковим діапазоном населення розподілялося таким чином: 24,9 % — особи молодші 18 років, 55,4 % — особи у віці 18—64 років, 19,7 % — особи у віці 65 років та старші. Медіана віку мешканця становила 41,1 року. На 100 осіб жіночої статі у місті припадало 101,7 чоловіків;  на 100 жінок у віці від 18 років та старших — 95,2 чоловіків також старших 18 років.
Середній дохід на одне домашнє господарство  становив 45 638 доларів США (медіана — 34 457), а середній дохід на одну сім'ю — 56 920 доларів (медіана — 44 318). За межею бідності перебувало 10,0 % осіб, у тому числі 12,5 % дітей у віці до 18 років та 13,5 % осіб у віці 65 років та старших.
Цивільне працевлаштоване населення становило 222 особи. Основні галузі зайнятості: роздрібна торгівля — 21,2 %, освіта, охорона здоров'я та соціальна допомога — 21,2 %, сільське господарство, лісництво, риболовля — 17,1 %.